# Sulcia cretica violacea
Sulcia cretica violacea is een spinnensoort in de taxonomische indeling van de Leptonetidae.
Het dier behoort tot het geslacht Sulcia. De wetenschappelijke naam van de soort werd voor het eerst geldig gepubliceerd in 1974 door P. M. Brignoli.